# Catena Sylvester

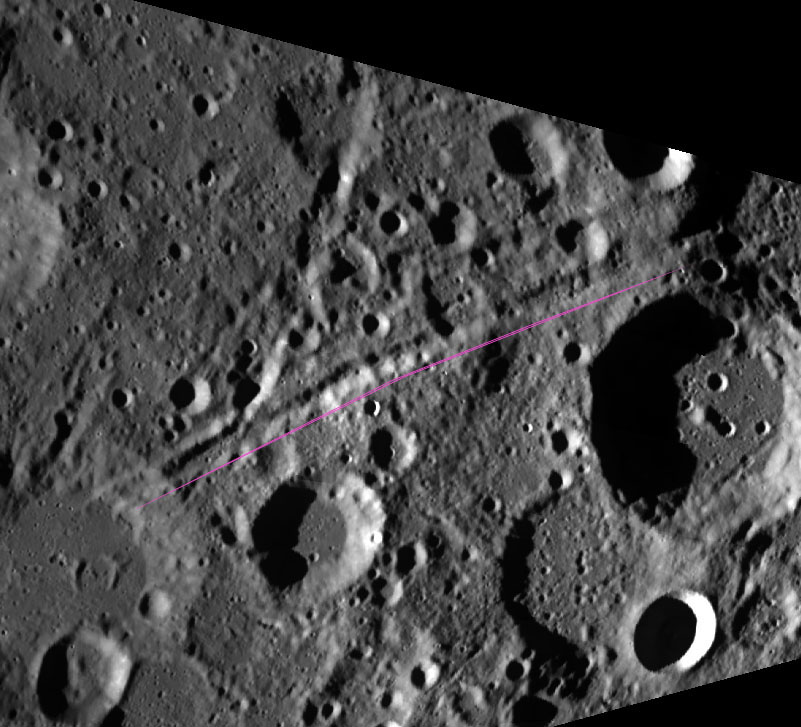
Zdjęcie łańcucha wykonane z sondy kosmicznej NASA.

Catena Sylvester - łańcuch kraterów na powierzchni Księżyca, o długości 173 km. Jego współrzędne selenograficzne to 81,24°N; 86,12°W.
Catenę nazwano od krateru Sylvester, nazwa została zatwierdzona przez Międzynarodową Unię Astronomiczną w roku 1976.